# Miskawayh
Abū ‛Alī Aḥmab Muḥammad ibn Ya‛qub Miskawayḥ (in arabo أحمد بن مُحمَّد بن يعقوب مُسكويه الرازي‎?; Rey, 932 – Esfahan, 1030) è stato uno storico e filosofo persiano, funzionario e cancelliere alla corte dei Buwayhidi.

## Biografia
Secondo il biografo degli ulama sciiti Moḥammad-Bāqer Ḵᵛānsāri, Miskawayh nacque a Rey e crebbe nella provincia del Jebel Hafeet. Lavorò come segretario e nadīm di Abu Muhammad al-Hasan al-Muhallabi, il visir dell'emiro buwayhide Sayf al-Dawla, poi fu sottoposto del visir Sahib ibn Abbad alla corte di Rukn al-Dawla. Come archivista e cancelliere di Stato, salvò dalla distruzione la biblioteca del sovrano nel 966, che era stata presa d'assalto da alcuni guerrieri religiosi del Khorasan.
Nel 978 passò al servizio di Adud al-Dawla a Shiraz in qualità di funzionario delle finanze. A tal proposito, si nota la sua conoscenza della materia nel suo Tajāreb al-omam, una preziosa fonte sulle politiche fiscali dell'Iraq e della Persia occidentale. I dettagli circa i suoi ultimi anni di vita restano incerti.
Importante intellettuale del suo tempo, Miskawayh tenne una folta corrispondenza con Abu Hayyan al-Gharnati e Badi' al-Zaman al-Hamadhani. Fu un eminente poeta e conoscitore dello stile retorico badiʿ, si interessò all'alchimia, alle scienze occulte e alla filosofia. Il suo approccio nei confronti dell'Islam si avvicina a quello della società Ikhwān al-Ṣafāʾ di Bassora. Scrisse anche due volumi di farmacologia menzionati da Ebn al-Qefṭi.
Il suo capolavoro Tajāreb al-omam wa taʿāqeb è un trattato storico che si estende fino alla morte di Adud al-Dawla (982), particolarmente apprezzato per la sua impostazione laica e filosofica. L'intento dell'opera è quello di offrire spunti pratici tratti dagli eventi storici e dalle esperienze.
Un altro suo capolavoro , questa volta in campo filosofico, è Tahḏib al-aḵlāq wa-taṭhir al-aʿrāq, che espone i principi della falsafa. Il libro Ketāb al-ḥekma al-ḵāleda è invece una traduzione in lingua araba del manoscritto persiano Jāvidān ḵerad.